# جيريمي بينغهام
جيريمي بينغهام (بالإنجليزية: Jeremy Bingham)‏ هو سياسي أسترالي، ولد في 16 مارس 1936 في غوسفورد في أستراليا. حزبياً، نشط في Civic Reform Association ‏.